# Parafia Narodzenia Najświętszej Maryi Panny w Kiemieliszkach
Parafia Narodzenia Najświętszej Maryi Panny w Kiemieliszkach – rzymskokatolicka parafia znajdująca się w diecezji grodzieńskiej, w dekanacie Ostrowiec, na Białorusi.

## Historia
Obecny kościół wzniesiono w 1781. Był on fundacji Stanisława Pruszyńskiego. Jego konsekracji dokonał 18 sierpnia 1799 biskup pomocniczy wileński Dawid Zygmunt Pilchowski.
W XIX w. parafia należała do dekanatu świrskiego diecezji wileńskiej, natomiast w II Rzeczypospolitej do dekanatu Worniany archidiecezji wileńskiej.
Od 1991 w diecezji grodzieńskiej.

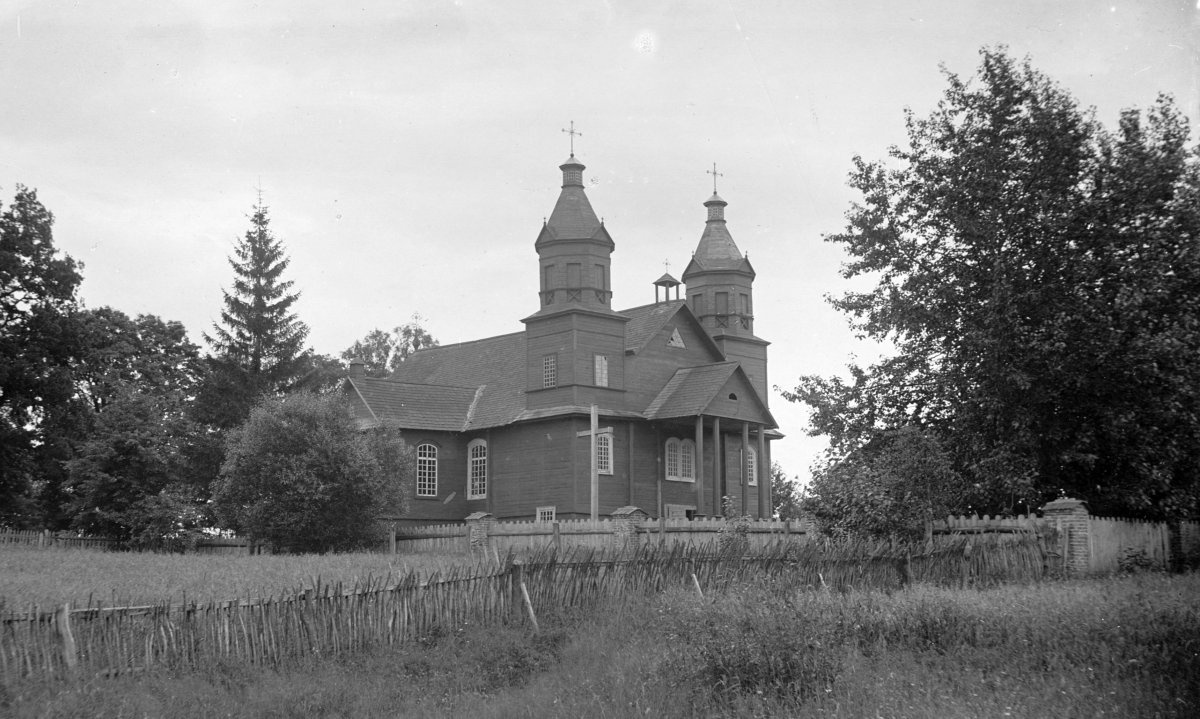
kościół ok. 1900
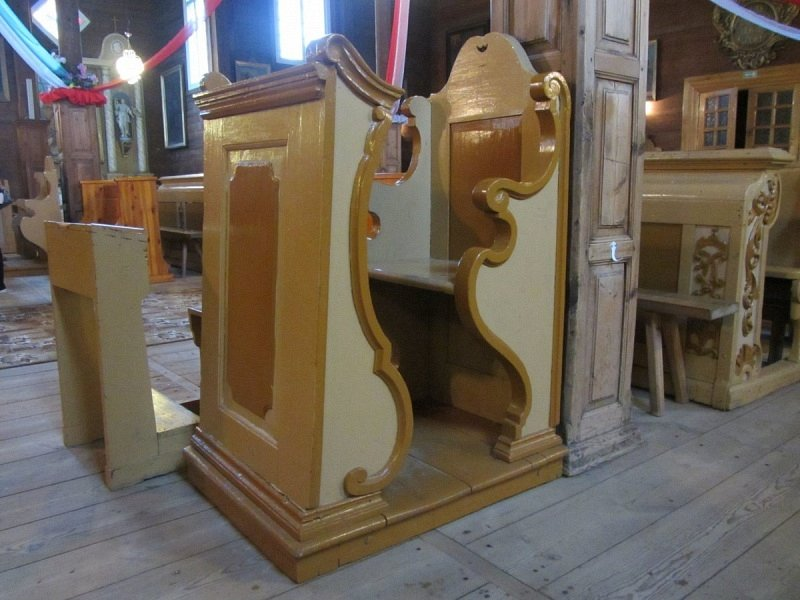
wnętrze kościoła